# Gregoria-Maximilienne d'Autriche
L'archiduchesse Gregoria-Maximilienne d'Autriche (22 mars 1581 - 20 septembre 1597) est une membre de la Maison des Habsbourg. Elle est la fille de l'archiduc Charles II d'Autriche-Styrie, fils de l'empereur Ferdinand Ier et de sa femme Marie-Anne de Bavière. Son frère aîné, Ferdinand II, deviendra empereur du Saint-Empire romain germanique en 1619.

## Biographie
Née à Graz, ses parrains sont le Pape Grégoire XIII et sa tante, Maximilienne-Marie de Bavière. Nommée d'après eux deux, Gregoria-Maximilienne est décrite comme très pieuse, et ayant une relation très étroite avec sa mère.
En plus de du prognathisme typique des Habsbourg, Gregoria-Maximilienne souffre d'une déformation de l'épaule et d'un visage marqué par les cicatrices.
En 1596, l'amiral d'Aragon arrive à Graz pour ramener des portraits à la cour d'Espagne de Gregoria-Maximilienne et de ses deux plus jeunes sœurs encore nubiles, Éléonore et Marguerite. Peu après, Gregoria-Maximilienne est fiancée au prince des Asturies, le futur Philippe III d'Espagne. Bien que le prince, après avoir vu les portraits préféra Marguerite, son père le roi Philippe II décida de lui imposer Gregoria-Maximilienne en épouse, principalement parce qu'elle était la première-née.
Le 17 septembre 1597, le prince des Asturies rend visite à la cour impériale à Graz. À cette période, Gregoria-Maximilienne est gravement malade, souffrance qu'elle compare à celle des prisonniers du sultan turc. Trois jours plus tard, elle meurt à l'âge de 16 ans et est enterrée dans l'abbaye de Seckau. Le fiancé de Gregoria-Maximilienne épousera finalement sa sœur Marguerite en 1599.